# عبدالله بن عثمان
عبدالله بن عثمان (به عربی: عبدالله بن عثمان) پسر خلیفه سوم عثمان بن عفان و همسرش رقیه بنت محمد بود.
عبدالله در حبشه به دنیا آمد و نوه پیامبر اسلام محمد بود.

## زندگی
مصعب بن زبیر نقل می‌کند که هنگام مهاجرت عثمان به حبشه، همسرش رقیه بنت محمد همراه او بود و فرزندی به نام عبدالله در سال دوم هجری در سرزمین حبشه به دنیا آورد.
عبدالله در شش سالگی توسط خروسی که چشمش را سوراخ کرد مجروح شد. وی در ماه نوامبر سال ۶۲۵ در مدینه درگذشت. محمد بر او نماز خواند و در بقیع به خاک سپرده شد.